# آدرین فورمو
آدرین فورمو (زاده ۳ مه ۱۹۹۵) یک راننده رالی فرانسوی است. فورمو در حال حاضر، برای ام-اسپورت فورد در کلاس رالی۱ رانندگی می‌کند.
فورمو قهرمان مسابقات رالی بریتانیا در سال ۲۰۲۳ با فورد فیستا در کلاس رالی ۲ به قهرمانی رسید و همچنین در مسابقات قهرمانی رالی۲ برای فصل ۲۰۲۳ را تکمیل کرد. فورمو اولین سکوی خود را در رالی جهانی در رالی سوئد ۲۰۲۴ به دست آورد

## حرفه رالی

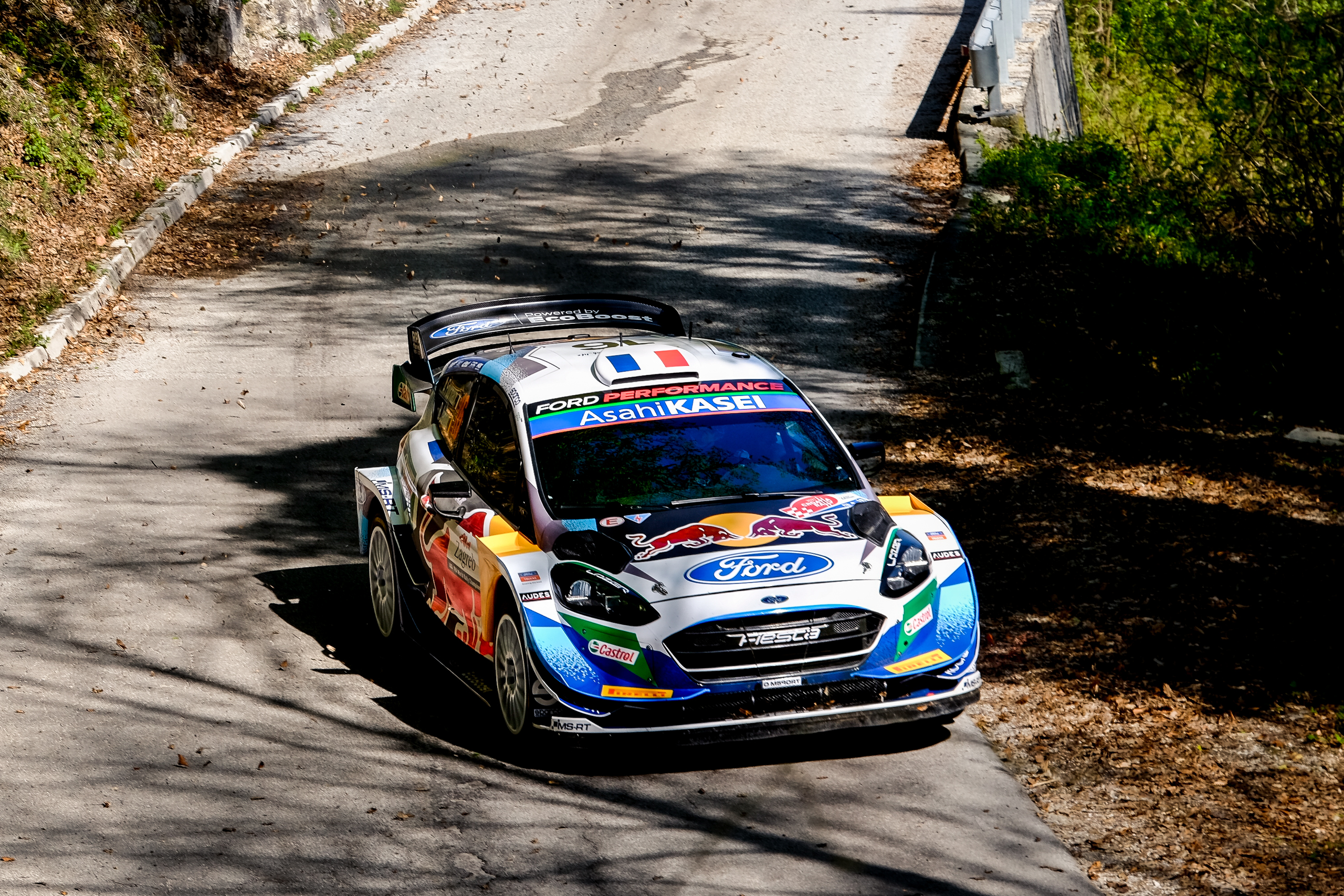
آدرین فورمو در رالی کرواسی ۲۰۲۱

پس از قهرمانی در رده جوانان قهرمانی رالی فرانسه سال ۲۰۱۸، آدرین فورمو اولین حضور خود را در مسابقات قهرمانی رالی جهانی را در رالی مونت کارلو ۲۰۱۹ انجام داد و اولین امتیاز حرفه ای خود را با خودرو فورد فیستا آر۵ در این مسابقات به دست آورد.
در طول فصل ۲۰۱۹، فورمو پشتیبانی مالی و فنی کاملی از فدراسیون اتومبیلرانی خودروهای اسپورت فرانسه دریافت کرد و با یک فورد فیستا آر۵ تحت نظارت آنها رانندگان کرد. او در این مسابقات بر روی دو سکو در کلاس رالی ۲ قهرمانی جهان در رالی مونت کارلو و رالی ولز ایستاد.
در سال ۲۰۲۰، فورمو با تیم ام-اسپورت فورد برای رقابت در کلاس رالی ۲ قرارداد امضا کرد.